# Оюн, Дина Ивановна
Дина Ивановна Оюн (род. 25 июня 1963, Кызыл, Республика Тыва) — российский политик, представитель от законодательного органа государственной власти Республики Тыва в Совете Федерации РФ (с 14 октября 2019 по 27 марта 2025 года). Вошла в комитет Совета Федерации по бюджету и финансовым рынкам.
Из-за поддержки российской агрессии во время российско-украинской войны находится под персональными международными санкциями.

## Биография
Родилась 25 июня 1963 года в городе Кызыл Республика Тыва.
Обучалась в Московском ордена Дружбы народов государственном институте иностранных языков имени Мориса Тореза, получила специальность «иностранные языки: английский и испанский». В дальнейшем получила дополнительное образование в Высшей комсомольской школе при ЦК ВЛКСМ.
Работать начала в 1985 году, ответственным секретарём КАДТ Кызылского горкома ВЛКСМ. С 1988 года замещала должности инструктора отдела комсомольских организаций, заведующего Центральным территориальным сектором отдела комсомольских организаций и кадровой работы ОК ВЛКСМ, комиссара областного штаба студенческих отрядов Тувинского ОК ВЛКСМ и директора Ассоциации молодёжных организаций «Надежда».
В 1991 году стала работать директором Тувинского гуманитарного центра. Далее перешла на работу корреспондентом студии телевидения, редактором творческого объединения «Донмас-Суг» и редактором редакции информации телевидения ГТРК «Тыва». С 1999 года, возглавляла информационно-аналитическое управление Аппарата Верховного Хурала Республики Тыва.
В 2003 году получила диплом с отличием Дипломатической академии МИД России. Получила специальность «Специалист в области международных отношений».
С 2007 года являлась советником Председателя Правительства Республики Тыва. В 2010 году была назначена на пост заместителя Председателя Правительства Республики Тыва.
В период с 2012 по 2013 год занимала должность главного редактора АНО ИА «Тува-Онлайн».
С 9 сентября 2013 года была избрана депутатом Хурала представителей города Кызыл, а 25 сентября того же года на первой организационной сессии Хурала представителей единогласно избрана Главой Хурала представителей города Кызыл. Параллельно, вплоть до 2018 года, являлась главой города Кызыл Республики Тыва.
В 2019 году вновь вернулась на должность главного редактора ИА «Тува-Онлайн».
В сентябре 2019 года была избрана депутатом Верховного Хурала Республики Тыва. 14 октября решением депутатов делегирована в Совет Федерации как представитель от законодательного органа государственной власти.
27 марта 2025 года Совет Федерации прекратил полномочия Оюн на основании её заявления. Срок полномочий Оюн истёк в октябре 2024 года, но возникла задержка с избранием нового сенатора от законодателей региона.
В апреле 2025 года стало известно о назначении Дины Оюн директором Русского дома в Буэнос-Айресе.

## Международные санкции
9 марта 2022 года, на фоне вторжения России на Украину, внесена в санкционный список всех стран Европейского союза так как она голосовала за ратификацию договоров о дружбе с самопровозглашёнными ЛНР и ДНР.
23 марта 2022 года внесена в санкционный список Канады «соратников режима» за содействие в нарушения суверенитета и территориальной целостности Украины.
Указом президента Украины Владимира Зеленского от 7 сентября 2022 находится под санкциями Украины за «поддержку незаконным попыткам России аннексировать суверенную украинскую территорию путем проведения фиктивных референдумов».
30 сентября 2022 года внесена в санкционный список Соединённых Штатов Америки «за аннексию Путиным регионов Украины» и одобрения закона о фейках. Государственный департамент отмечает что сенаторы «проголосовали за одобрение просьбы Путина о вводе войск в Украину, что послужило неоправданным предлогом для полномасштабного вторжения России в Украину».
По аналогичным основаниям находится под санкциями Великобритании, Швейцарии, Новой Зеландии, Японии и Австралии

## Семья
Есть ребёнок.

## Награды
- Медаль ордена «За заслуги перед Отечеством» II степени (27 апреля 2023 года) — за большой вклад в развитие парламентаризма, активную законотворческую деятельность и многолетнюю добросовестную работу[19]
- Памятная настольная медаль Российского организационного комитета «Победа»;
- Почётное звание «Заслуженный работник Республики Тыва».